# Praia do Lérez
Vista da Praia de Placeres.
A praia do Lérez é uma praia galega localizada no município de Pontevedra, na província de Pontevedra, na Espanha. É uma praia fluvial semi-urbana com 100 metros de comprimento. 

## Localização e acesso
A praia está localizada na margem esquerda do Lérez, a cerca de 3 km de sua foz na ria de Pontevedra, a 2 km do centro da cidade e a menos de um quilômetro do bairro de Monte Porreiro. Está localizado em frente ao parque da Ilha das Esculturas e está muito perto da antiga ponte ferroviária. É neste local que tradicionalmente acontecem as refeições campestres da romería de São Bento de Lérez, onde é típico comer mexilhões. 
É facilmente acessível a pé do centro da cidade, ao longo das margens do Lérez e do bairro de Monte Porreiro. Também pode ser alcançada de carro. A trilha de caminhada de Lérez parte daqui e se estende por vários quilómetros até Ponte Bora. 

## Descrição
É uma praia retilínea, localizada em um ambiente semi-urbano. É uma praia fluvial com areia branca. Ao redor da praia, existem 5000 metros quadrados de áreas gramadas e uma área de piquenique com mesas e bancos de pedra. Há também uma pequena doca com degraus de pedra sobre o rio e um pequeno espaço de recreio. O conjunto ocupa uma área total de 3 hectares. 
É um espaço de águas calmas que se beneficia de um pequeno braço morto do Lérez. O mar é muito próximo, razão pela qual está sujeito à subida e descida das marés da ria de Pontevedra.  Foi o Serviço Costeiro que autorizou a sua abertura.  A praia possui banheiros, chuveiros, serviço de resgate, posto de primeiros socorros, acesso para deficientes, un estacionamento pequeno, caixas de lixo e quiosque. Foi aberta para nadar em 11 de junho de 2009.    

## Galeria de fotos

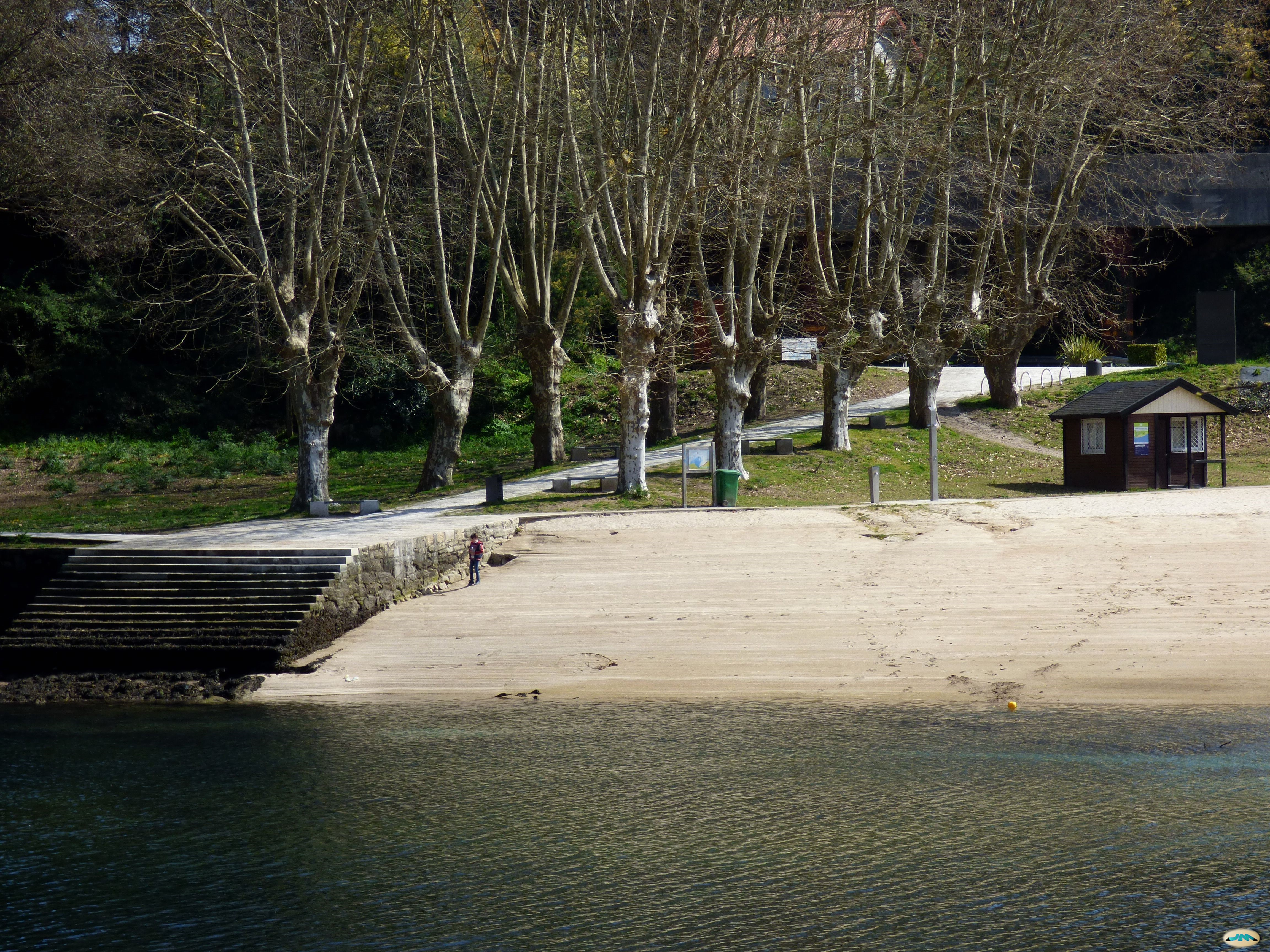
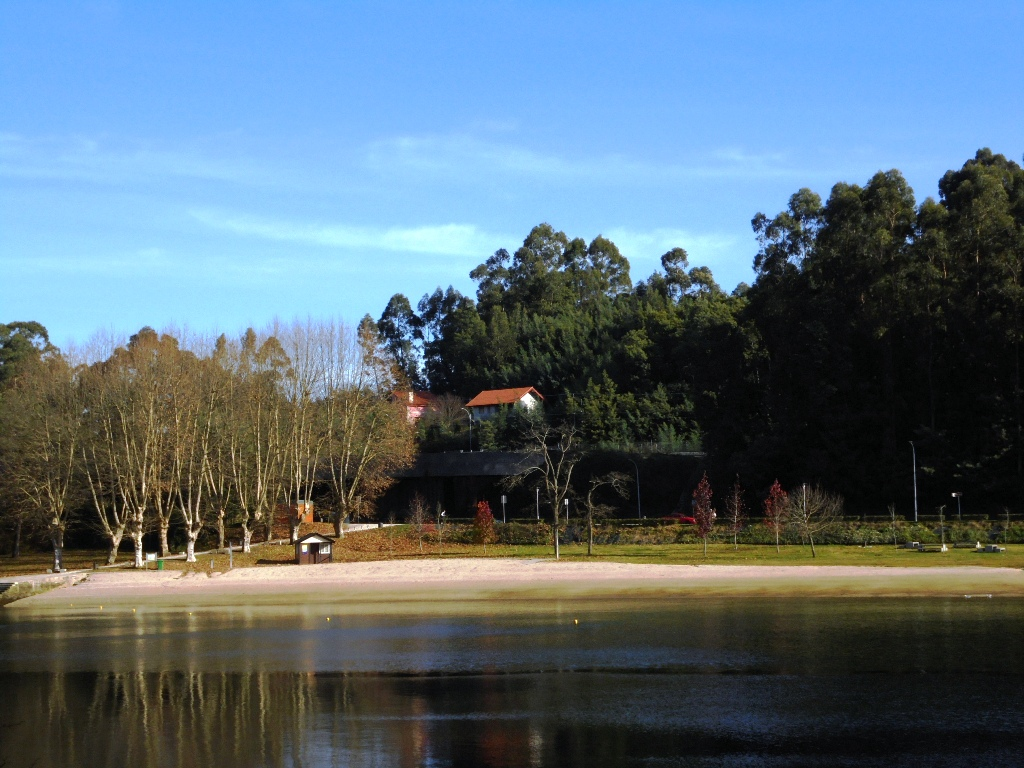
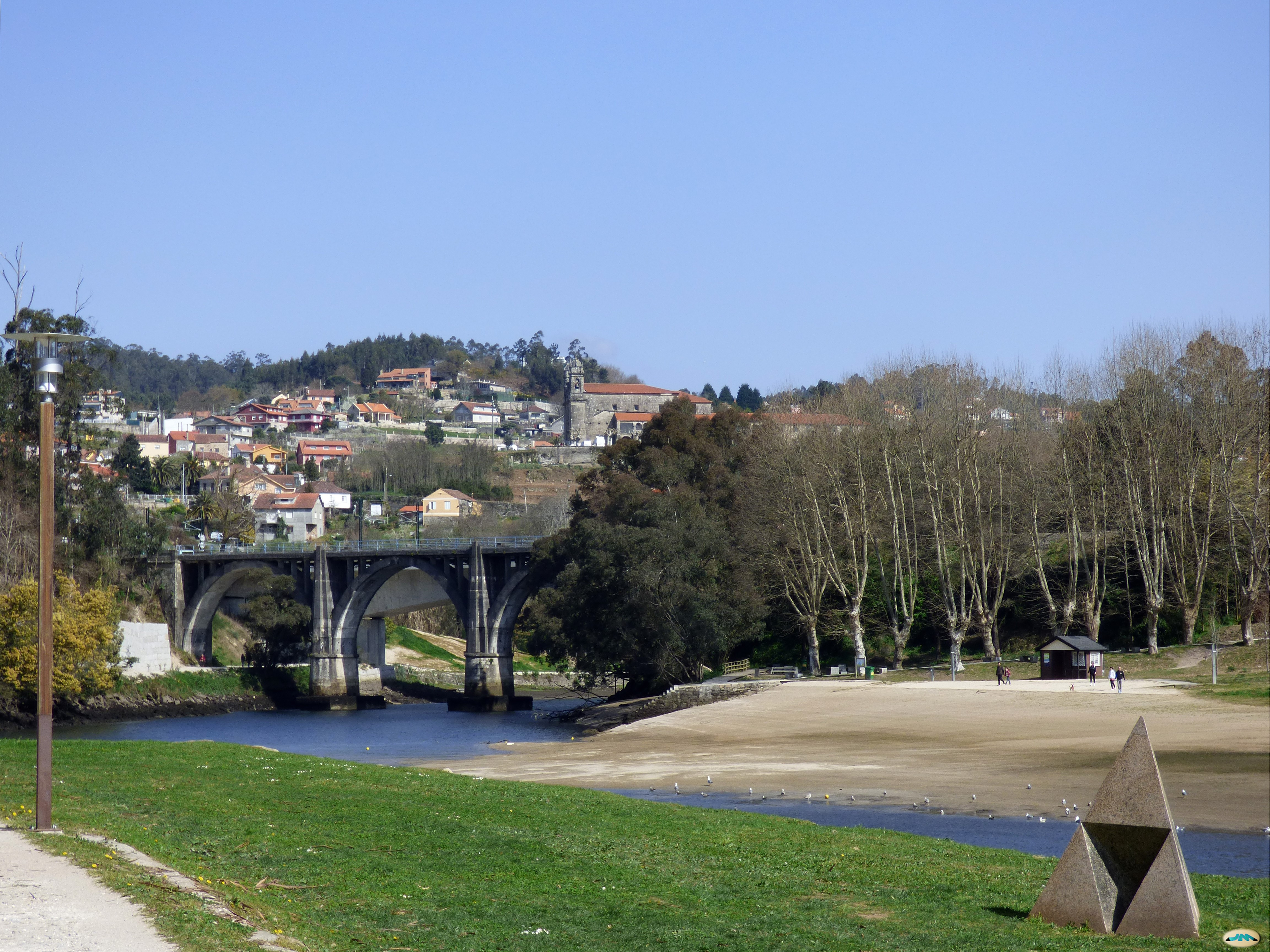
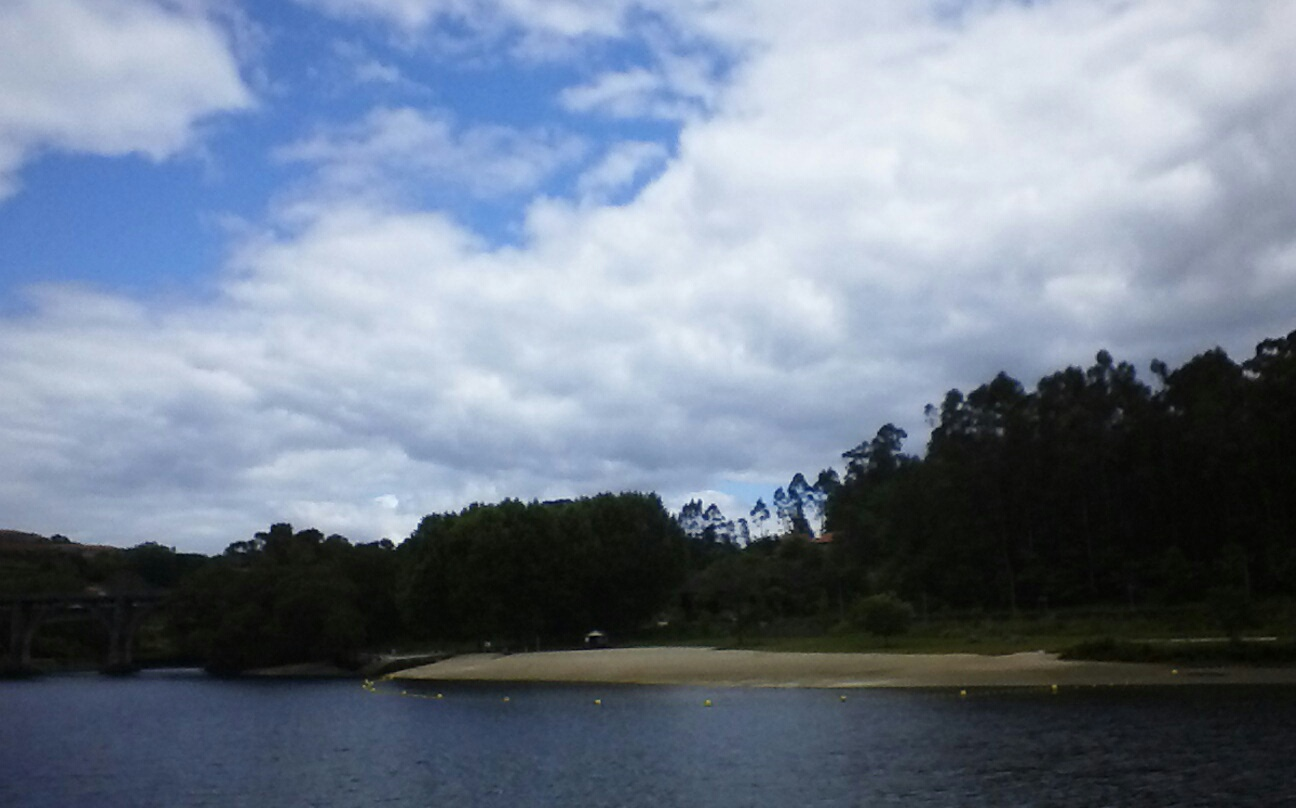
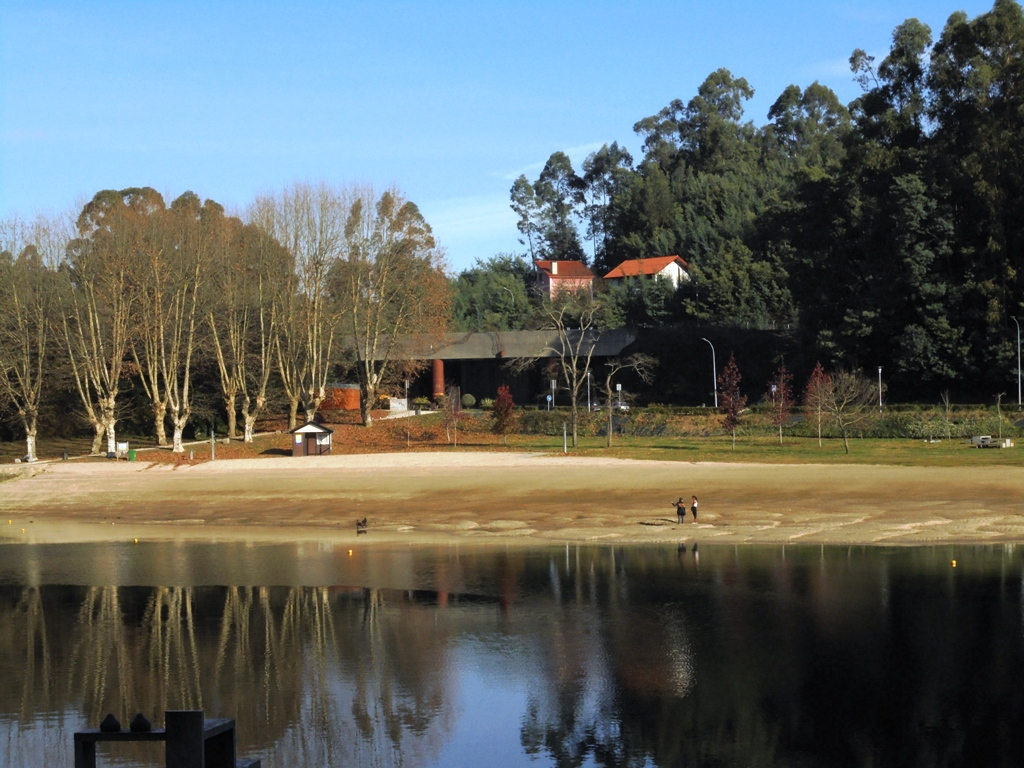
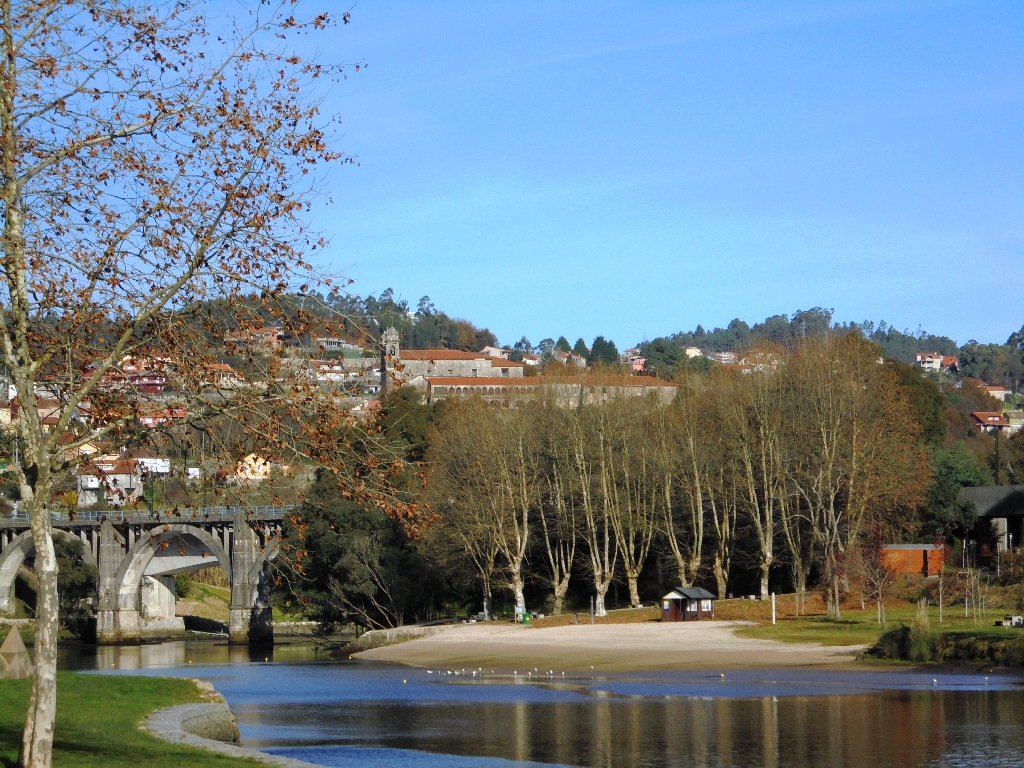

### Outros artigos
- Ria de Pontevedra
- Rias Baixas
- Ponte da Palavra